# Jugendgerichtshof
Der Jugendgerichtshof wurde mit dem Inkrafttreten des Jugendgerichtsgesetzes 1929 in dem Gebäude der Justizanstalt Wien-Erdberg im 3. Wiener Gemeindebezirk Landstraße installiert. Bei diesem Gerichtshof war die gesamte Strafgerichtsbarkeit über Jugendliche auf Bezirksgerichts- und Landesgerichtsebene zusammen mit der Vormundschafts- und Pflegschaftsgerichtsbarkeit angesiedelt.
Unter Justizminister Dieter Böhmdorfer wurde die Sinnhaftigkeit eines eigenen Jugendgerichtshofs in Frage gestellt. Letztlich ließ Böhmdorfer den Jugendgerichtshof im Jahr 2003 auflösen. Dessen Kompetenzen gingen dabei an die Wiener Bezirksgerichte sowie das Landesgericht für Strafsachen über.

## Geschichte
Aufgrund eines Beschlusses der Provisorischen Nationalversammlung vom 25. Jänner 1919 wurde in Wien am 15. Oktober 1920 erstmals ein Jugendgericht eingerichtet. Dieses wurde zunächst im Gebäude des ehemaligen Bezirksgerichts Landstraße im gleichnamigen Wiener Gemeindebezirk situiert und hatte für den Großraum Wien über alle juristischen Jugendsachverhalte zu entscheiden. Das entsprechende Gefangenenhaus befand sich zu dieser Zeit noch im 10. Wiener Gemeindebezirk Favoriten, an jener Stelle, an der sich heute die Justizanstalt Wien-Favoriten befindet. Im Jahr 1922 übersiedelte das Jugendgericht zusammen mit der Justizanstalt Wien-Erdberg in ein neu errichtetes Gerichtsgebäude in der Rüdengasse. Im November 2014 wurde mit dem Abriss dieses Gebäudes begonnen.
In Österreich in der Zeit des Nationalsozialismus wurde das Gericht 1939 aufgehoben und mit dem Landgericht Wien zusammengelegt. 1945 wurde es mit dem Gesetz zur Wiederherstellung der österreichischen Gerichtsorganisation (Gerichtsorganisationsgesetz 1945 – GOG 1945) wiederhergestellt.